# Gottfried Hamacher
Gottfried Hamacher (* 17. September 1916 in Bonn; † 12. Mai 2006 in Berlin) war Widerstandskämpfer gegen den Nationalsozialismus im Nationalkomitee Freies Deutschland.

## Leben
Gottfried Hamacher wurde als Sohn eines Gastwirtes geboren. Er absolvierte eine kaufmännische Lehre und arbeitete als Handlungsgehilfe im elterlichen Betrieb. 1934 wurde er zum Reichsarbeitsdienst eingezogen und leistete von 1936 bis 1938 und ab August 1939 Dienst in der Wehrmacht. Anfang Februar 1941 wurde er als Unteroffizier und Bordfunker zum Sturzkampfgeschwader 77 versetzt. Sein erster Fronteinsatz erfolgte im Mai 1941 in Griechenland auf der Insel Kreta.
Am 22. Juni 1941 um 3 Uhr 33 flog er den ersten Angriff auf die Sowjetunion, das Ziel war die Festung Brest. Am 10. Juli 1941 wurde seine Kampfmaschine bei der Bombardierung der Dnjestr-Brücke bei Tiraspol von der sowjetischen Flakartillerie abgeschossen und er geriet in Kriegsgefangenschaft.
Ab Juni 1943 war er Kursant an der Antifaschule im Dorf Talizy. Dort war er mit einer Arbeitsgruppe an der Vorbereitung der Gründung des Nationalkomitees Freies Deutschland (NKFD) beteiligt. 1943 wurde er Frontbeauftragter und Armeebeauftragter des NKFD in der 65. Armee. Vom April bis Juni 1945 war er Gehilfe beim Stab der 2. Belorussischen Front in Stettin. Sein Einsatzgebiet war Vorpommern.
Gottfried Hamacher wurde 1945 Mitglied der KPD und wurde nach der Zwangsvereinigung von SPD und KPD 1946 Mitglied der SED. Er war Redakteur bzw. Reporter für die KPD-Zeitung Deutsche Volkszeitung. Er war KPD- und SED-Parteifunktionär. 1947 gehörte er zu den Mitbegründern der Gesellschaft zum Studium der Kultur der Sowjetunion, ab 1949 Gesellschaft für Deutsch-Sowjetische Freundschaft (DSF) und hatte dort leitende Funktionen inne. Im Juni 1951 wurde er wegen „ungenügender Wachsamkeit gegenüber dem Klassenfeind“ aus der SED ausgeschlossen, aller Funktionen enthoben und arbeitete bis 1955 als Transportarbeiter. 1959 wurde er von der Zentralen Parteikontrollkommission der SED rehabilitiert. Er arbeitete anschließend bis 1981 in leitender Funktion in der Generaldirektion des Reisebüros der DDR (VEB). Er war dort unter anderem Direktor für Ausländerbetreuung und Leiter der Auslandsvertretungen in der UdSSR und Bulgarien.
Gottfried Hamacher gehörte zu den Mitbegründern der DRAFD (Verband Deutscher in der Résistance, in den Streitkräften der Antihitlerkoalition und der Bewegung „Freies Deutschland“ e. V.) und hat sich dort vorwiegend mit der Sammlung von Biografien deutscher Antifaschisten beschäftigt, die sich den alliierten Truppen angeschlossen haben.

## Auszeichnungen
- 1985 Medaille „40. Jahrestag des Sieges im Großen Vaterländischen Krieg 1941–1945“[1]

## Publikation
- mit André Lohmar, Herbert Mayer, Günter Wehner und Harald Wittstock: Gegen Hitler. Deutsche in der Résistance, in den Streitkräften der Antihitlerkoalition und der Bewegung »Freies Deutschland«, Kurzbiografien. Karl Dietz Verlag Berlin 2005, ISBN 3-320-02941-X online (PDF; 873 kB)